# ریکی ماتسودا
ریکی ماتسودا (انگلیسی: Riki Matsuda؛ زادهٔ ۲۴ ژوئیهٔ ۱۹۹۱) بازیکن فوتبال اهل ژاپن است.
از باشگاه‌هایی که در آن بازی کرده‌است می‌توان به باشگاه فوتبال ناگویا گرامپوس و باشگاه فوتبال جف یونایتد ایچیهارا چیبا اشاره کرد.